# Santuario Nuestra Señora Educadora
El Santuario Nuestra Señora Educadora es un santuario en las dependencias de la Facultad Social de Bahía, situado en el barrio de Ondina, en Salvador, donde normalmente los novicios participan de las misas de graduación, además de la vida eclesial. Fue creado en 2004 mediante el decreto canónico del cardenal Geraldo Majella.